# George Bellows
George Wesley Bellows (Columbus, 19 agosto 1882 – New York, 8 gennaio 1925) è stato un pittore, illustratore e litografo statunitense.

## Biografia
George Bellows nacque a Columbus il 19 agosto 1882.
Dopo i primi studi in Ohio, nel 1904 si trasferì a New York. In questi anni lavorò come illustratore, attività che continuò a svolgere per molti anni, anche dopo aver raggiunto il successo come pittore. A New York si formò sotto Robert Henri, ricercando uno stile che fosse una sintesi tra la tradizione realista europea e l'immediatezza espressiva per descrivere la società americana contemporanea in tutte le sue forme.
Nel 1908 Bellows cominciò a farsi notare grazie ad una mostra in cui vennero presentati soprattutto studi urbani.

Queste opere, che divisero la critica, cercano di rappresentare la moderna città americana e la vita quotidiana dei suoi abitanti, di descriverne il caos e mettere in satira la grossolanità della sua gente, di qualunque classe sociale.

Sono notevoli tecnicamente le serie di New York con la neve, in cui Bellows sviluppa un forte senso della luce e della struttura visiva.
Vi è in esse un contrasto ironico fra le distese bianche di neve e le superfici aspre e sporche delle costruzioni della città, con uomini ugualmente aspri e sporchi che lottano per ripulirsi dal fastidio della neve pura. Furono tuttavia le serie di incontri di pugilato che resero Bellows famoso. In queste opere, caratterizzate da atmosfere oscure, le figure umane sono realizzate con colpi di pennello luminosi e duri che danno un forte senso di movimento.
Con la crescita della sua notorietà, sempre seguendo le orme del suo maestro Henri, iniziò a frequentare d'estate le isole di Monhegan e di Matinicus dipingendone paesaggi marini.
Nella prima metà degli anni dieci avvennero dei cambiamenti sia nella vita che nel lavoro di Bellows. Oltre alla pittura, diede contributi significativi alla litografia, aiutando ad espanderne l'uso artistico negli Stati Uniti; fece anche numerose illustrazioni per libri, compresi molti di H. G. Wells. Con il prestigio crescente, ai temi soliti si affiancano i ritratti, spesso commissionati dall'elite ricca di New York, e i paesaggi marini, ispirati alle estati passate nel Maine.
In questi anni fu influenzato anche dal lavoro di Henri Matisse e dei fauves, che portarono più vigore alla sua pittura, e dalle opere di Edward Hopper, un altro studente di Robert Henri. Inoltre si avvicinò ad ambienti artisti e politici radicali tendenti all'anarchismo, creando molte illustrazioni e stampe di protesta sociale; si allontanò però presto da questi movimenti per la sua opinione che la libertà artistica dovesse trionfare su qualsiasi ideologia e per il suo appoggio pubblico all'intervento degli Stati Uniti nella prima guerra mondiale.
Durante gli anni della prima guerra mondiale fece una serie di litografie e pitture per descrivere le atrocità commesse dall'esercito tedesco (come La barricata), ma il suo lavoro fu altamente critico anche sulla censura e sulla persecuzione dei dissidenti pacifisti condotte dal governo degli Stati Uniti in quegli anni. Con la fine della guerra, Bellows abbandonò i temi di denuncia sociale e si focalizzò maggiormente sulla vita domestica, con oli in cui sua moglie e le sue figlie sono i soggetti preferiti.
Queste pitture denotano un metodo sempre più programmatico e teorico del colore e del disegno, differenziandosi marcatamente rispetto alla fluida muscolarità e immediatezza delle prime opere. George Bellows morì a New York l'8 gennaio 1925 di peritonite.

## Galleria di opere

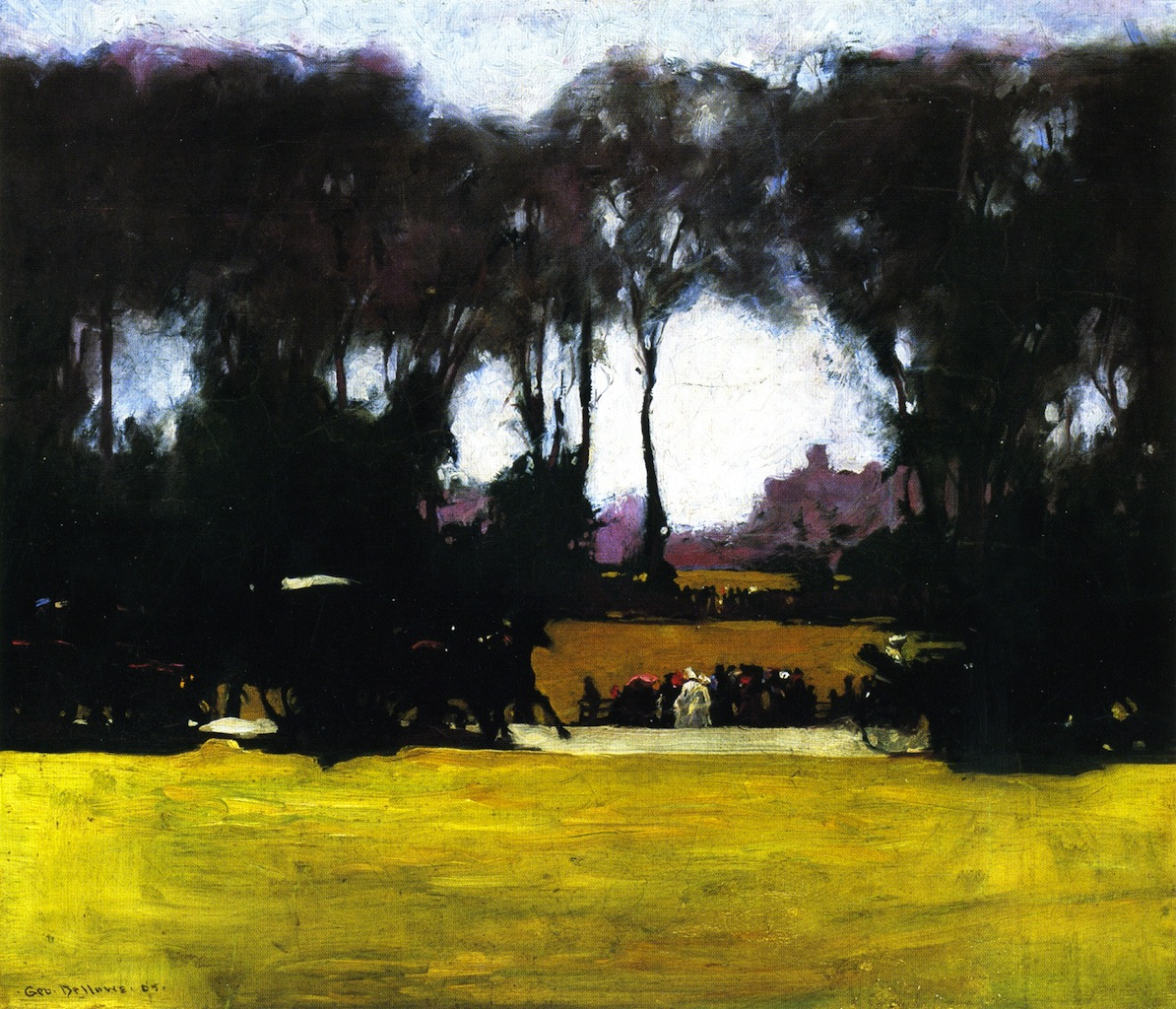
Central Park (1905)
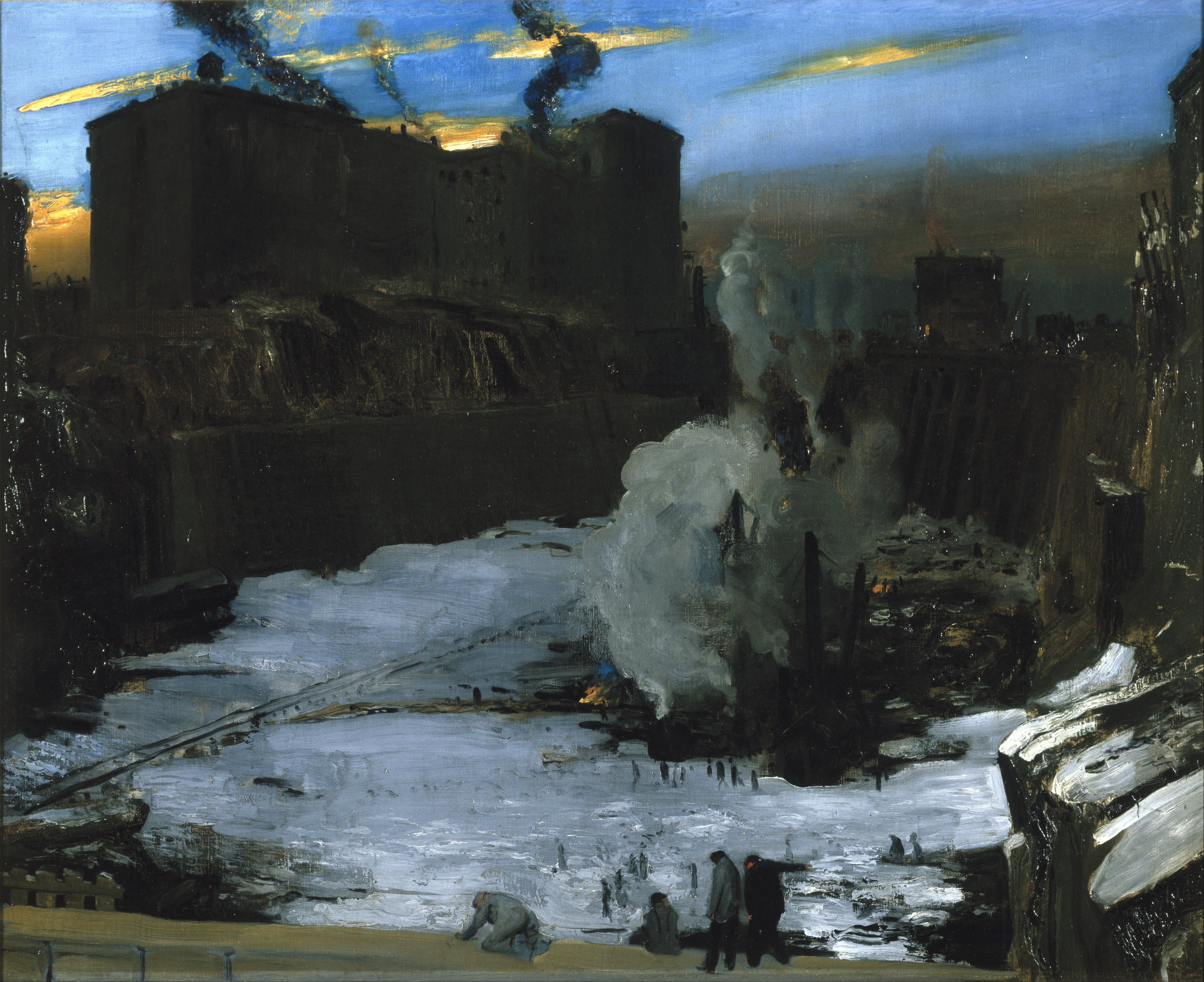
Lo scavo per una stazione in Pennsylvania (1907). Brooklyn Museum
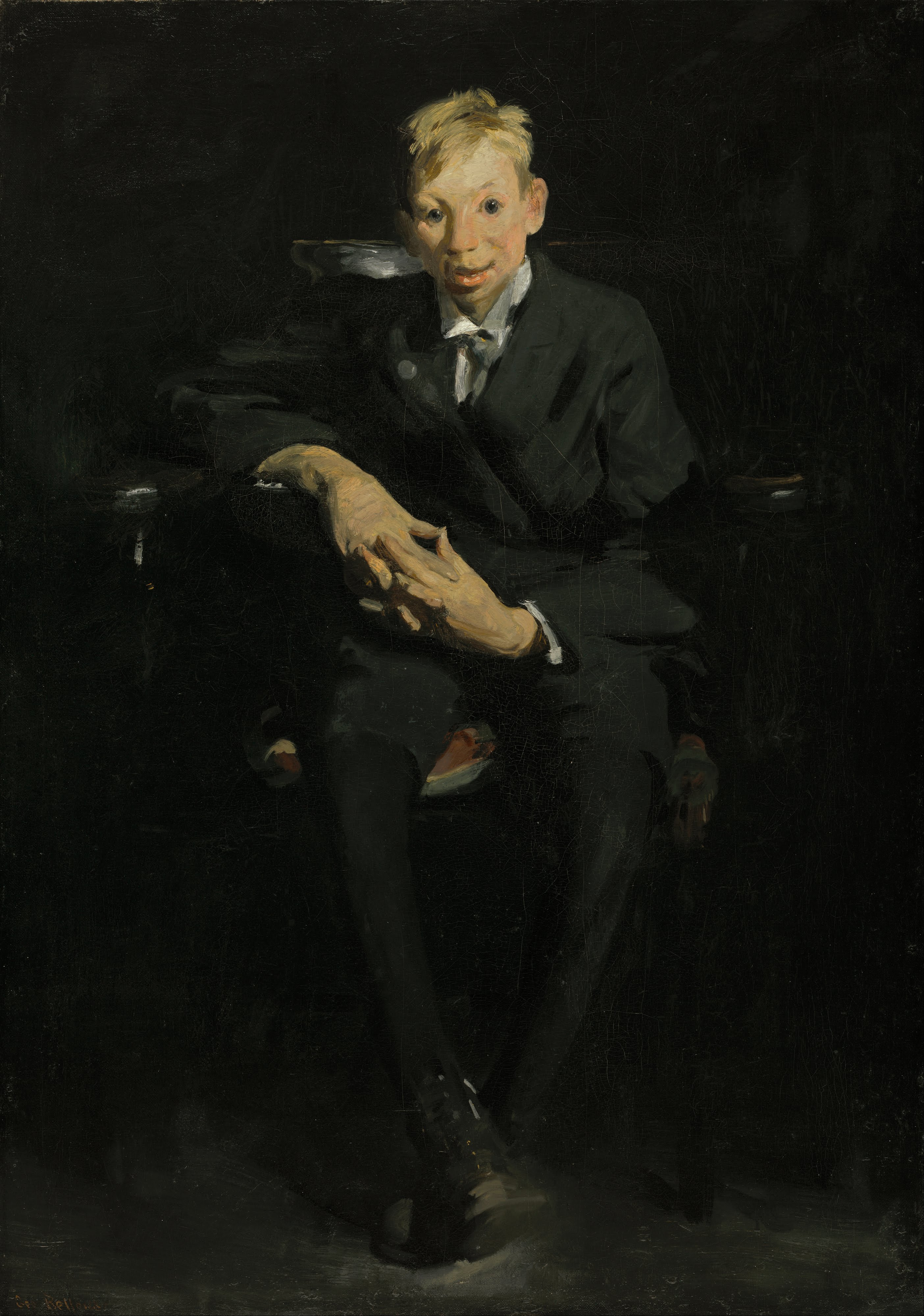
Il giovane organista Frankie (1907) Nelson-Atkins Museum of Art
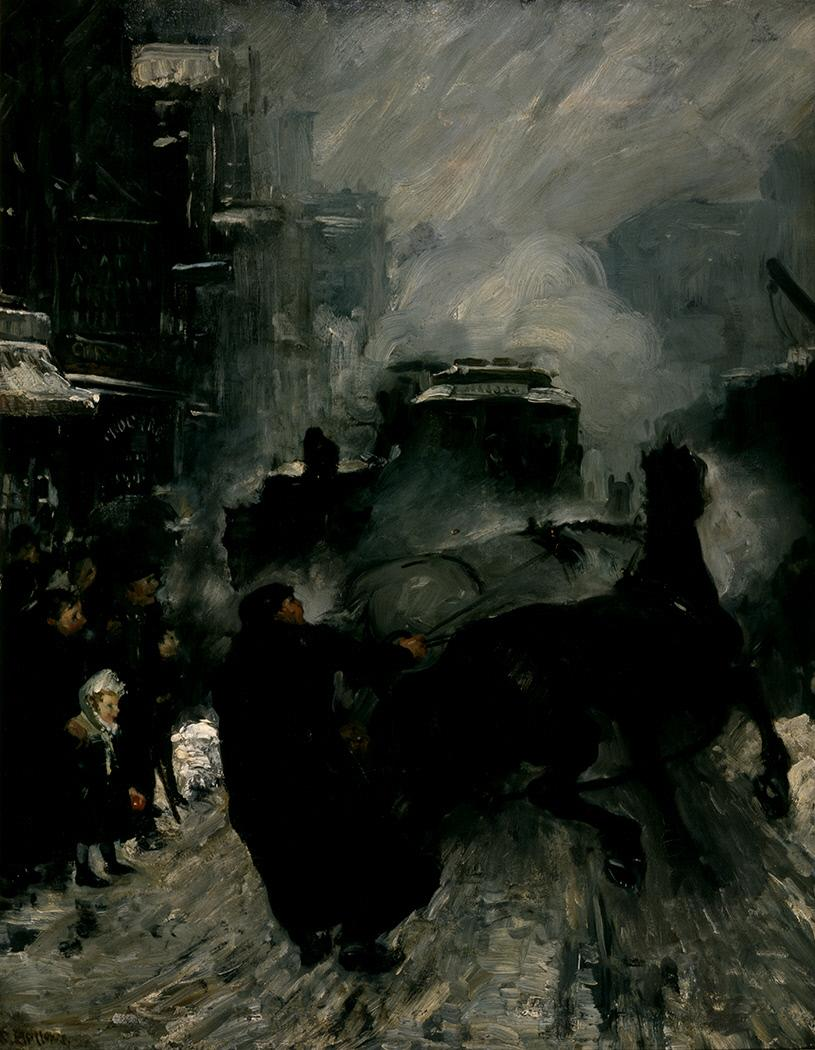
Strade fumanti (1908)
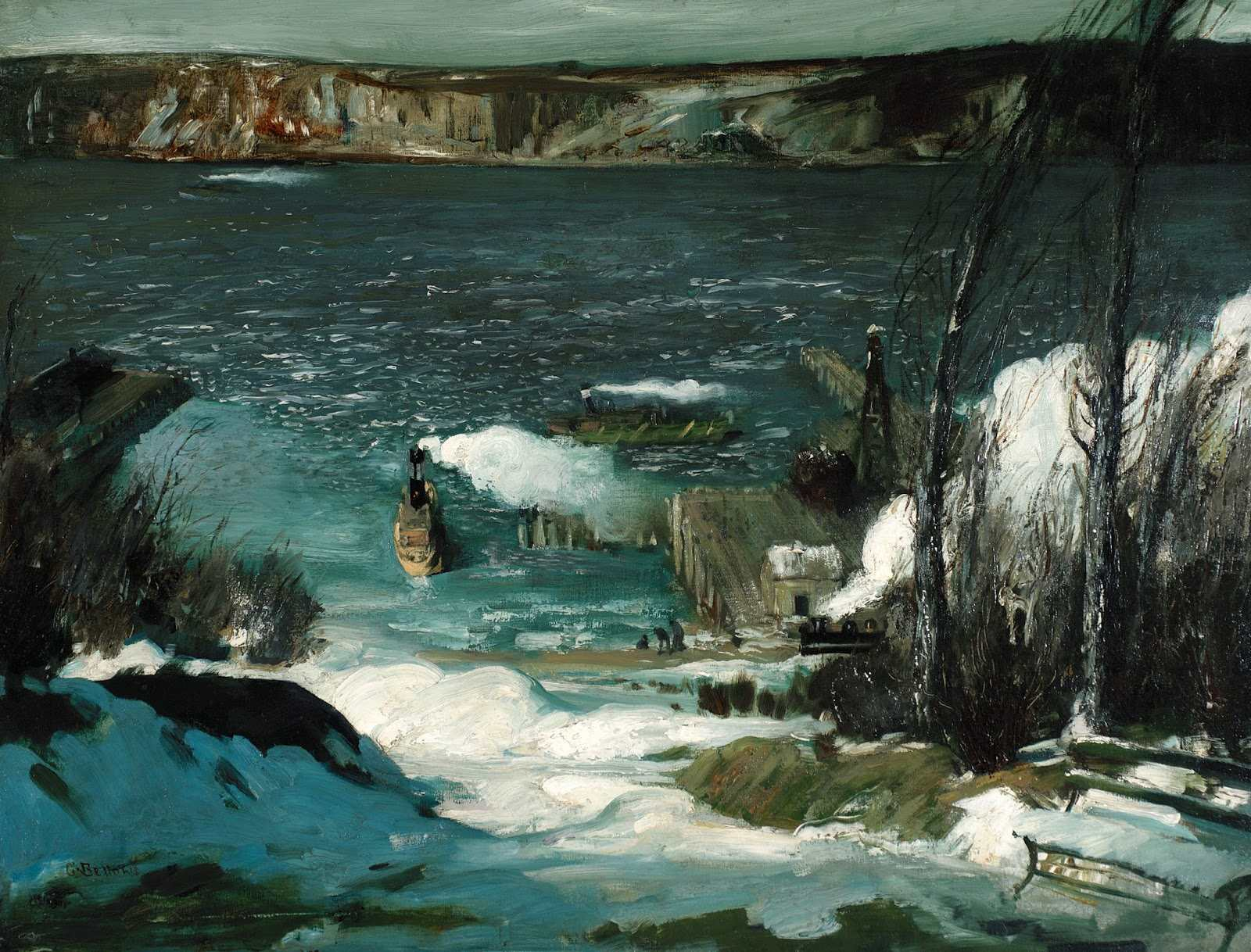
North River (1908), Pennsylvania Academy of the Fine Arts
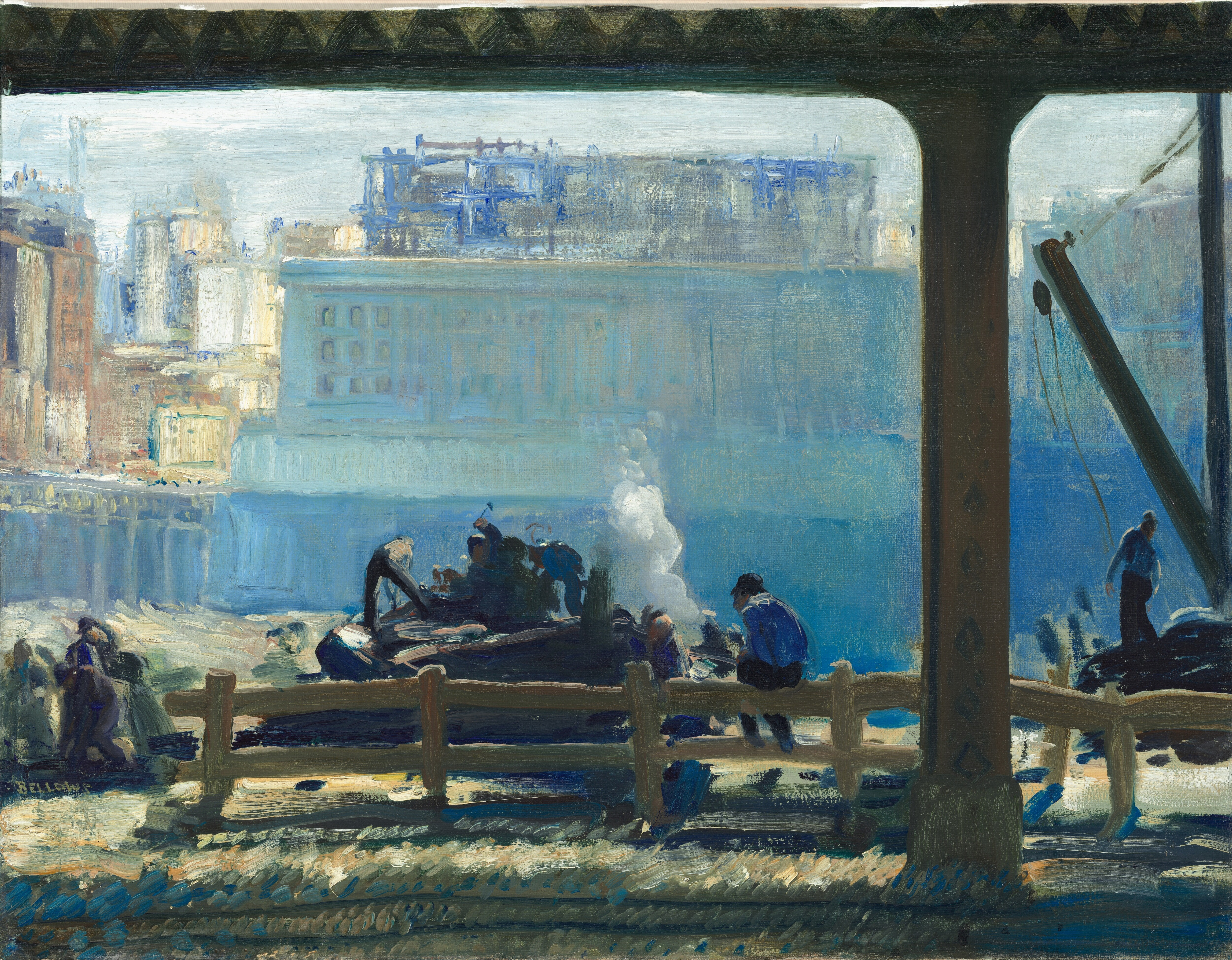
Mattino melanconico (1909)
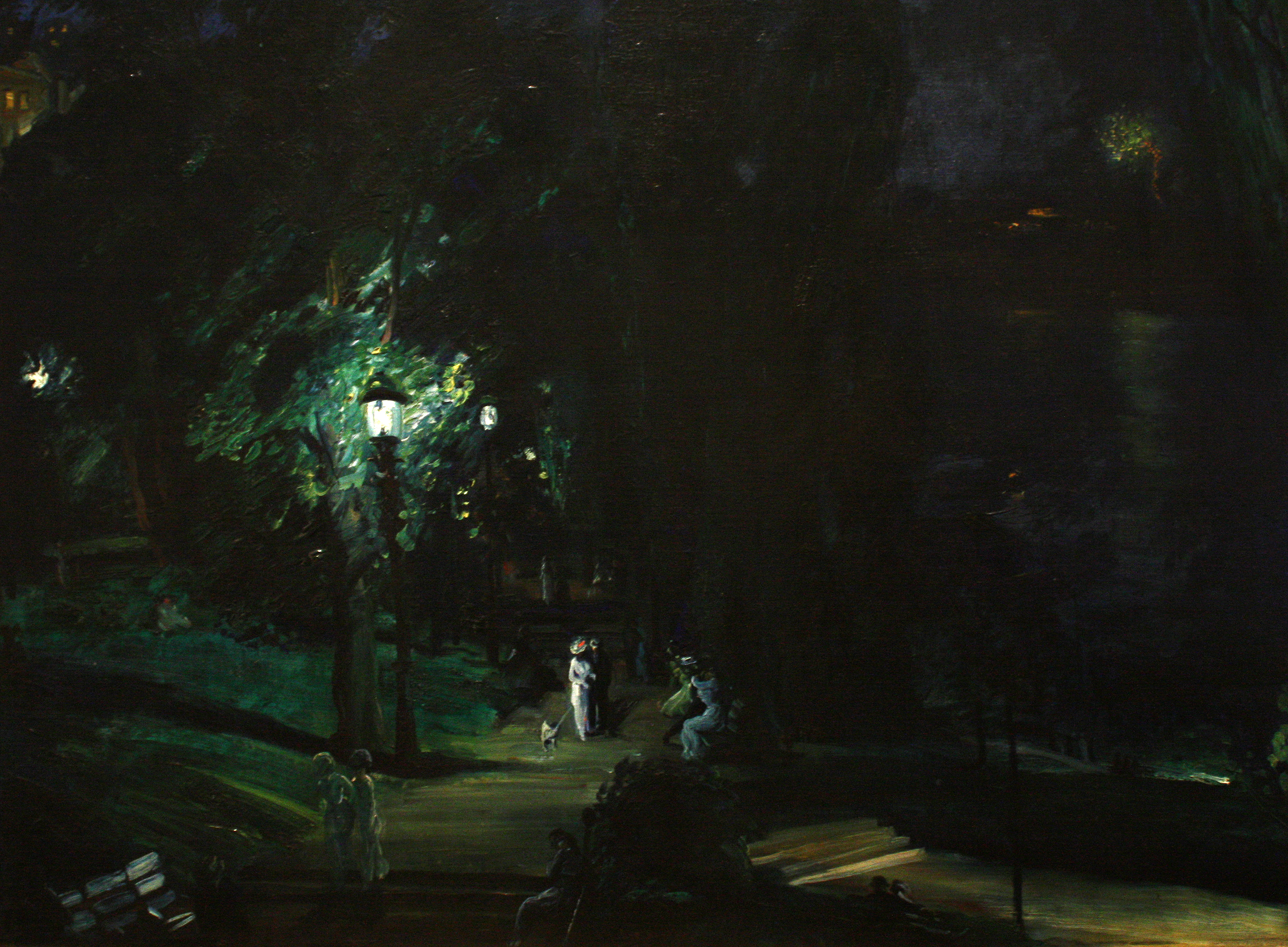
Riverside Drive in una sera d'estate (1909) Columbus Museum of Art
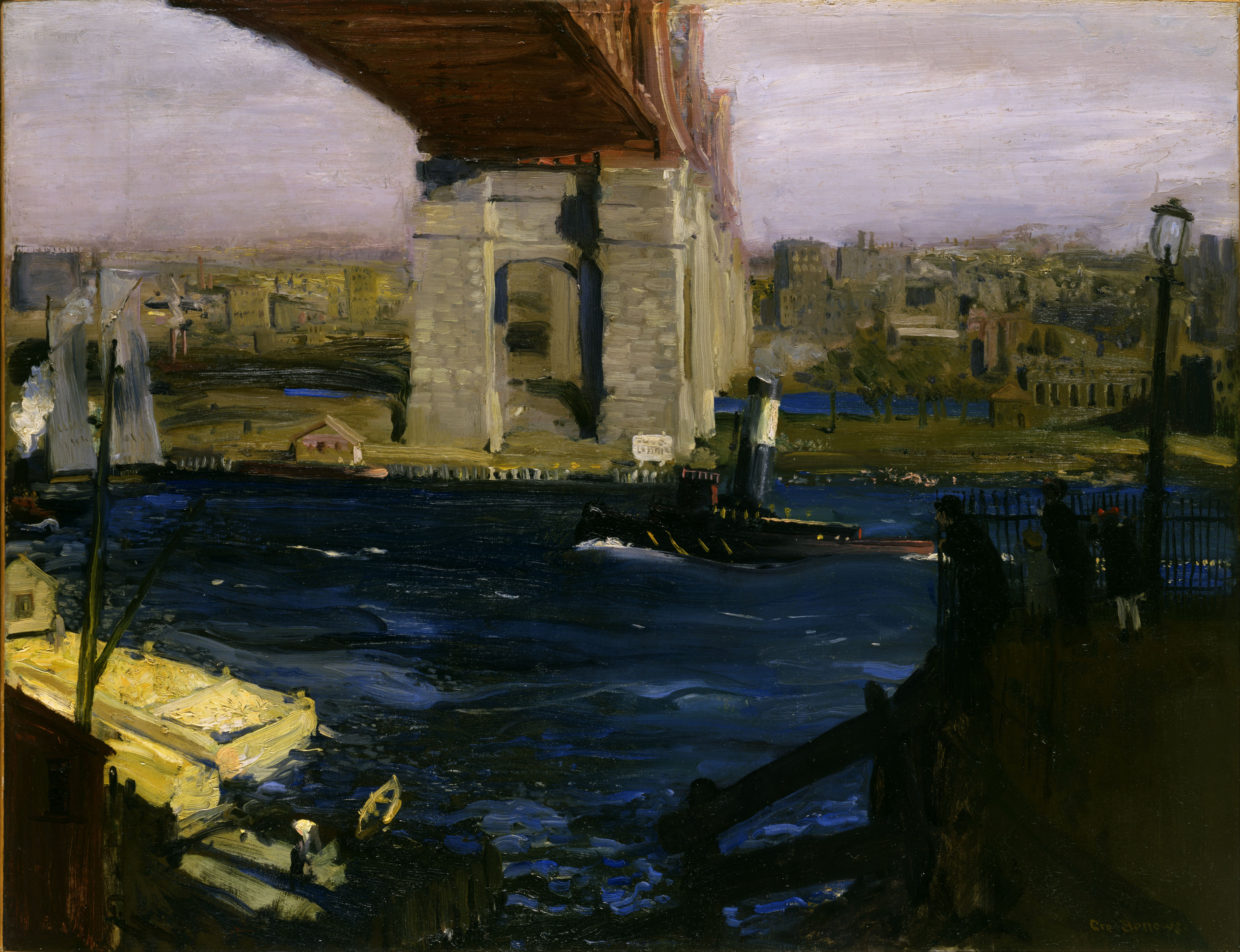
Il ponte di Blackwell's Island (1909) Toledo Museum of Art
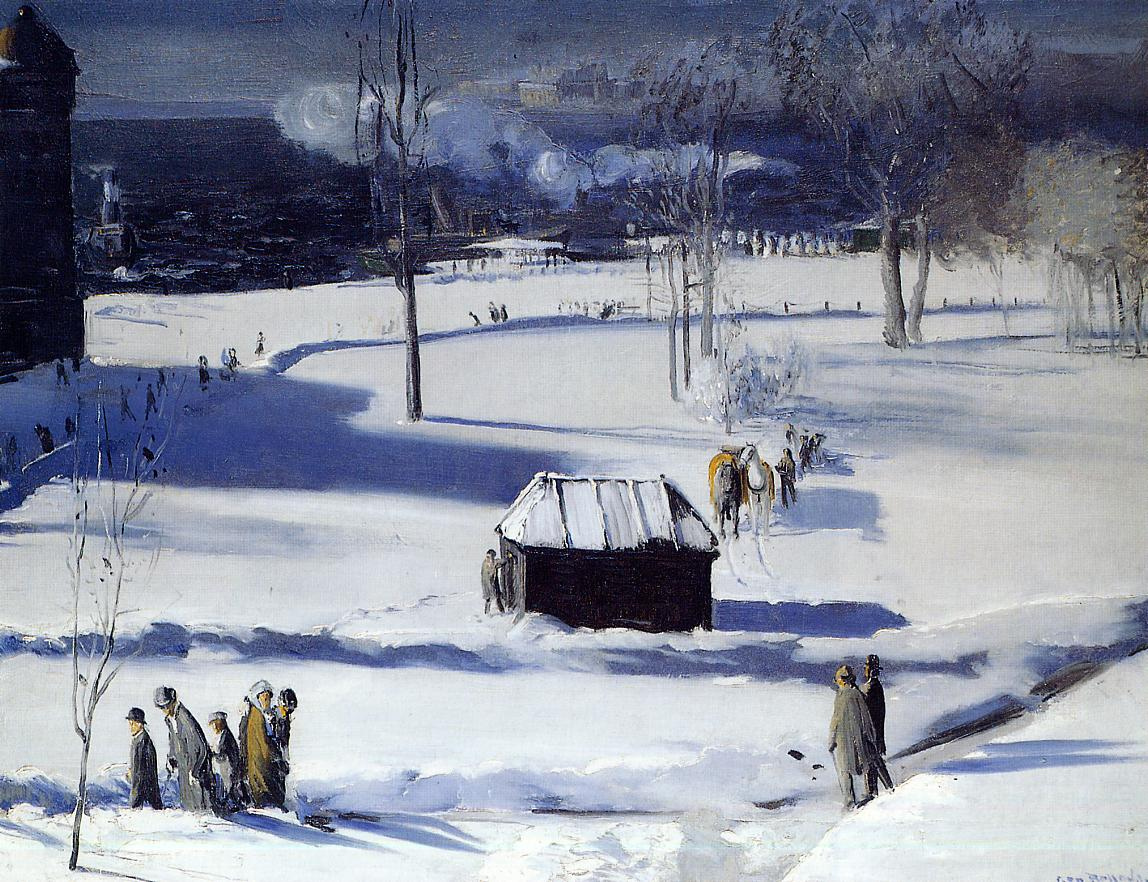
Blue Snow the Battery (1910)
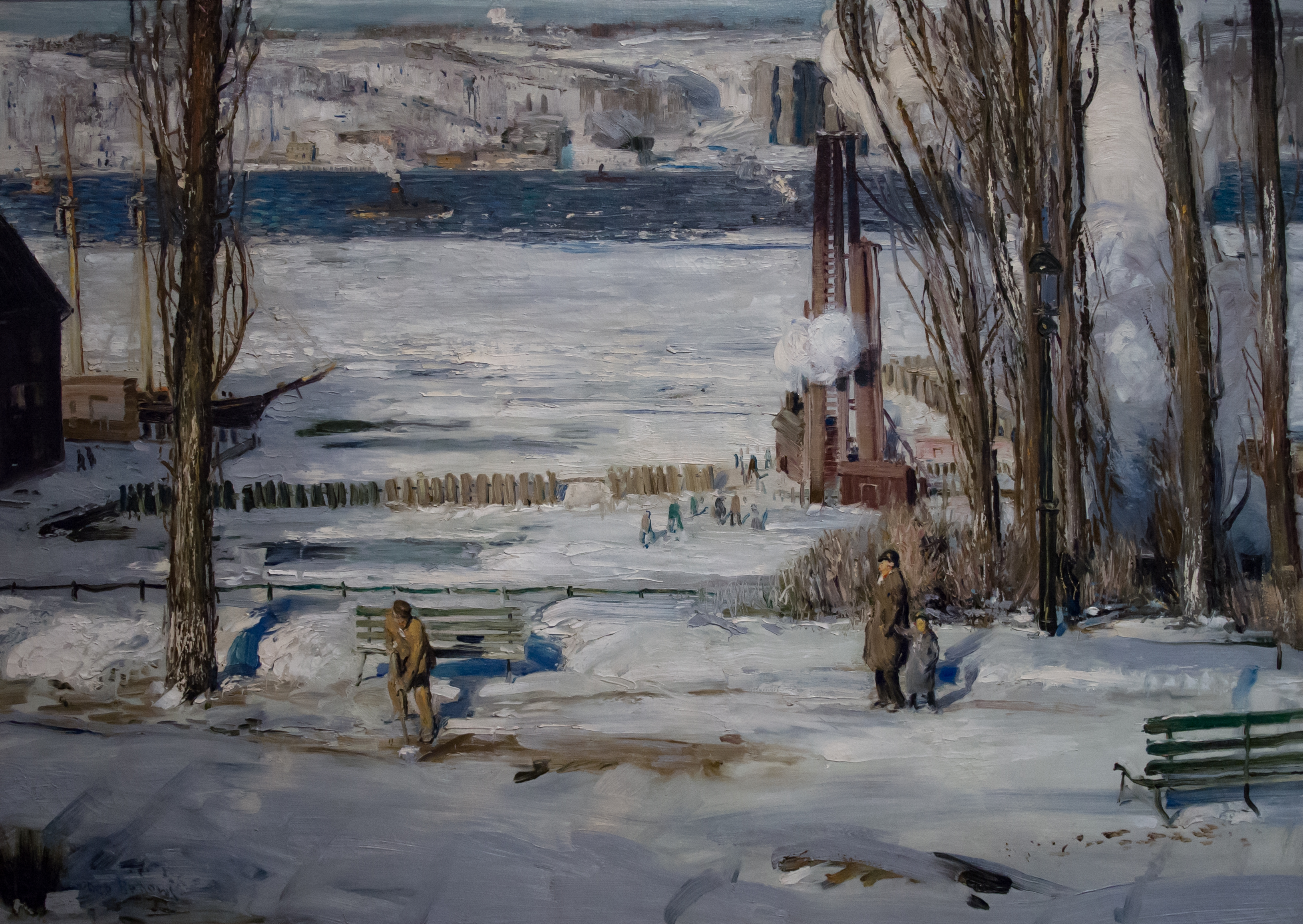
Neve mattutina sul fiume Hudson (1910)
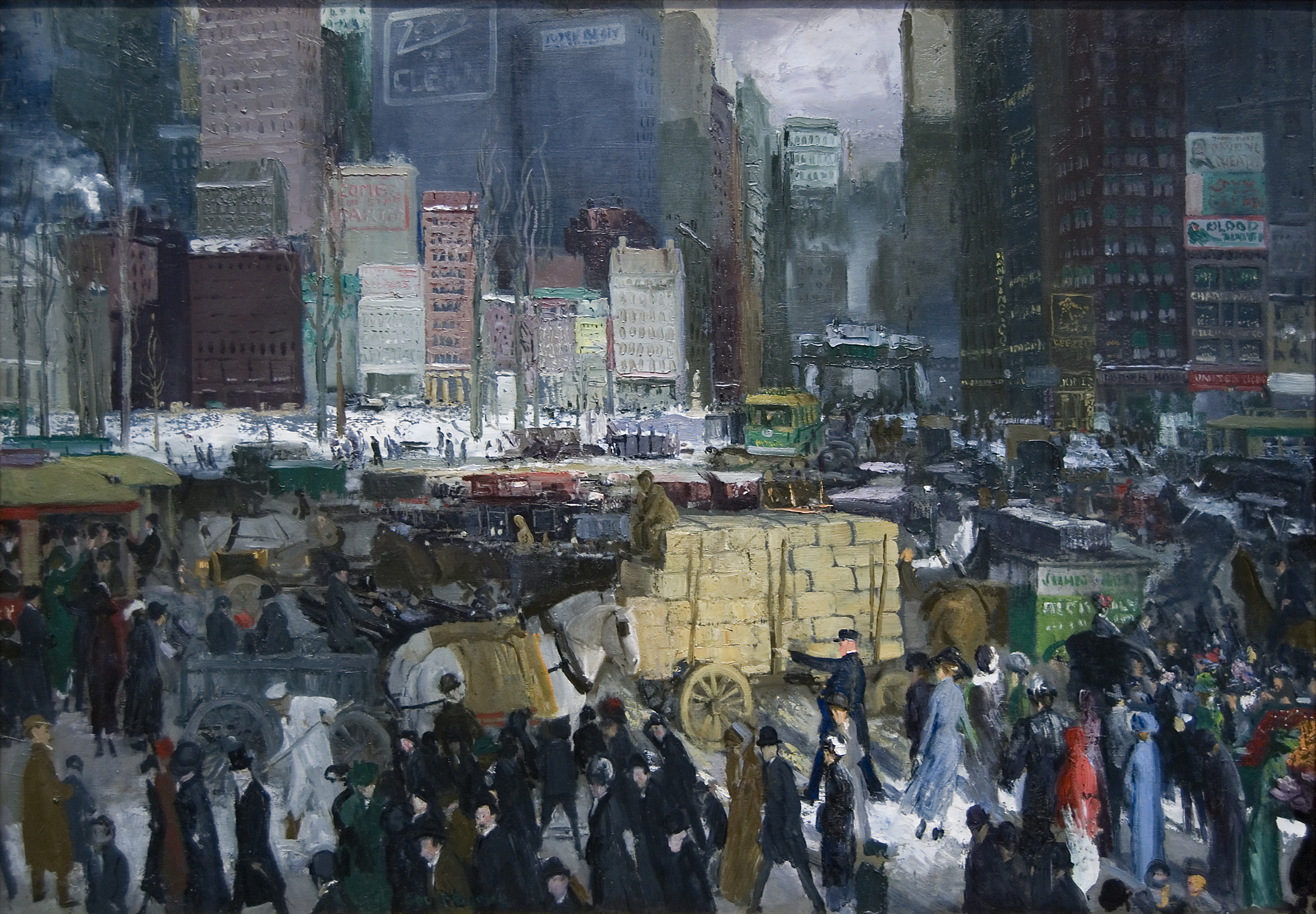
New York (1911)
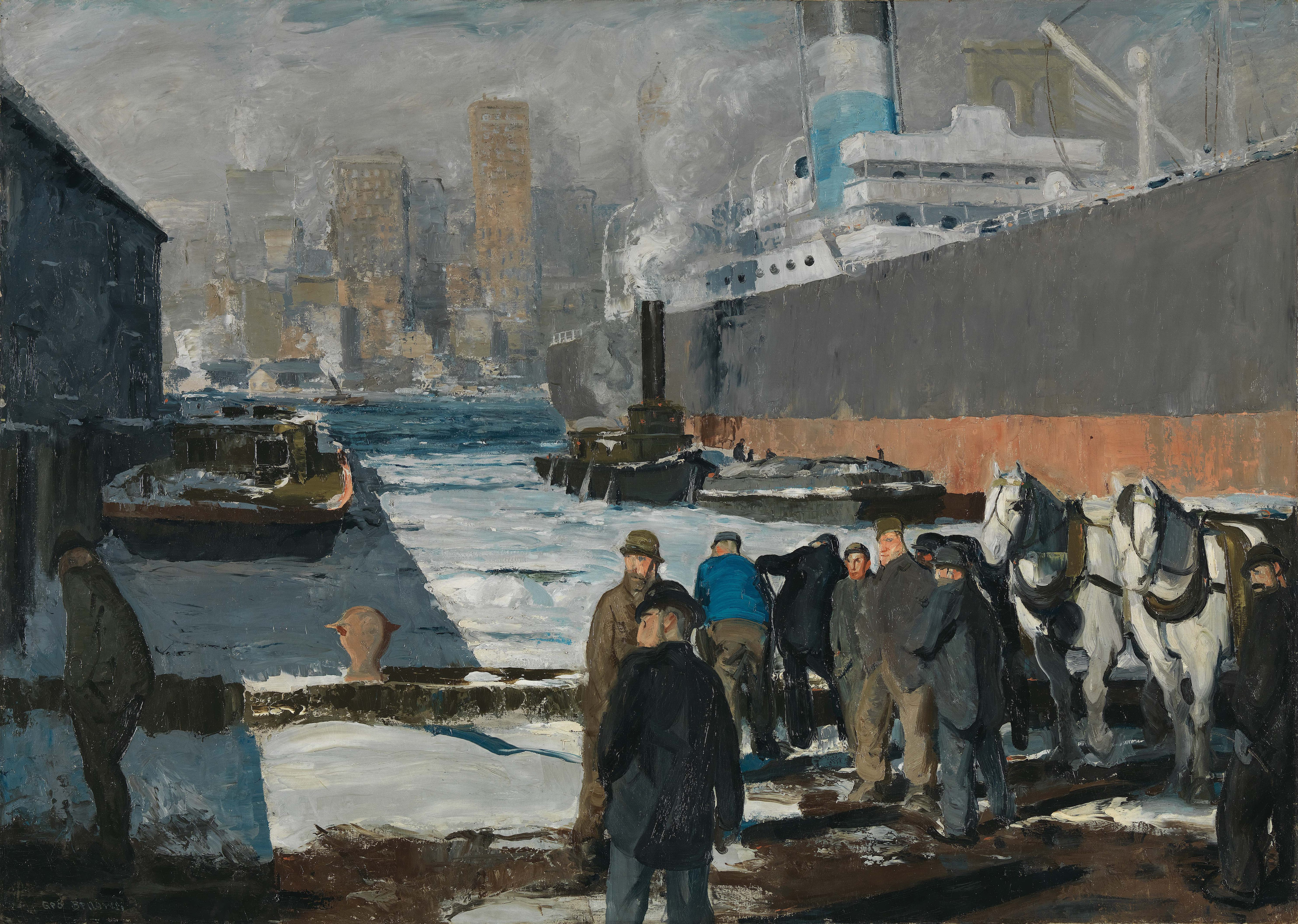
Uomini del porto (1912)
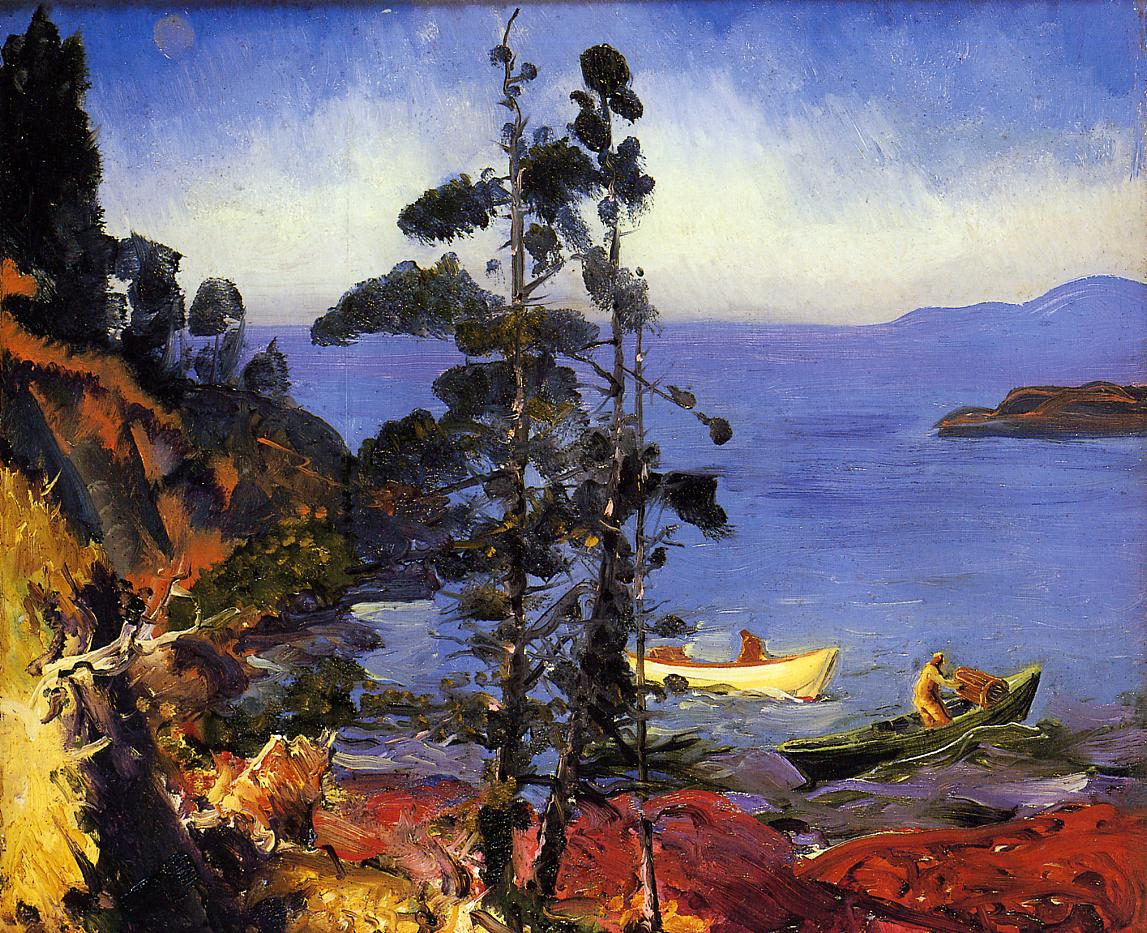
Evening Blue (1913)
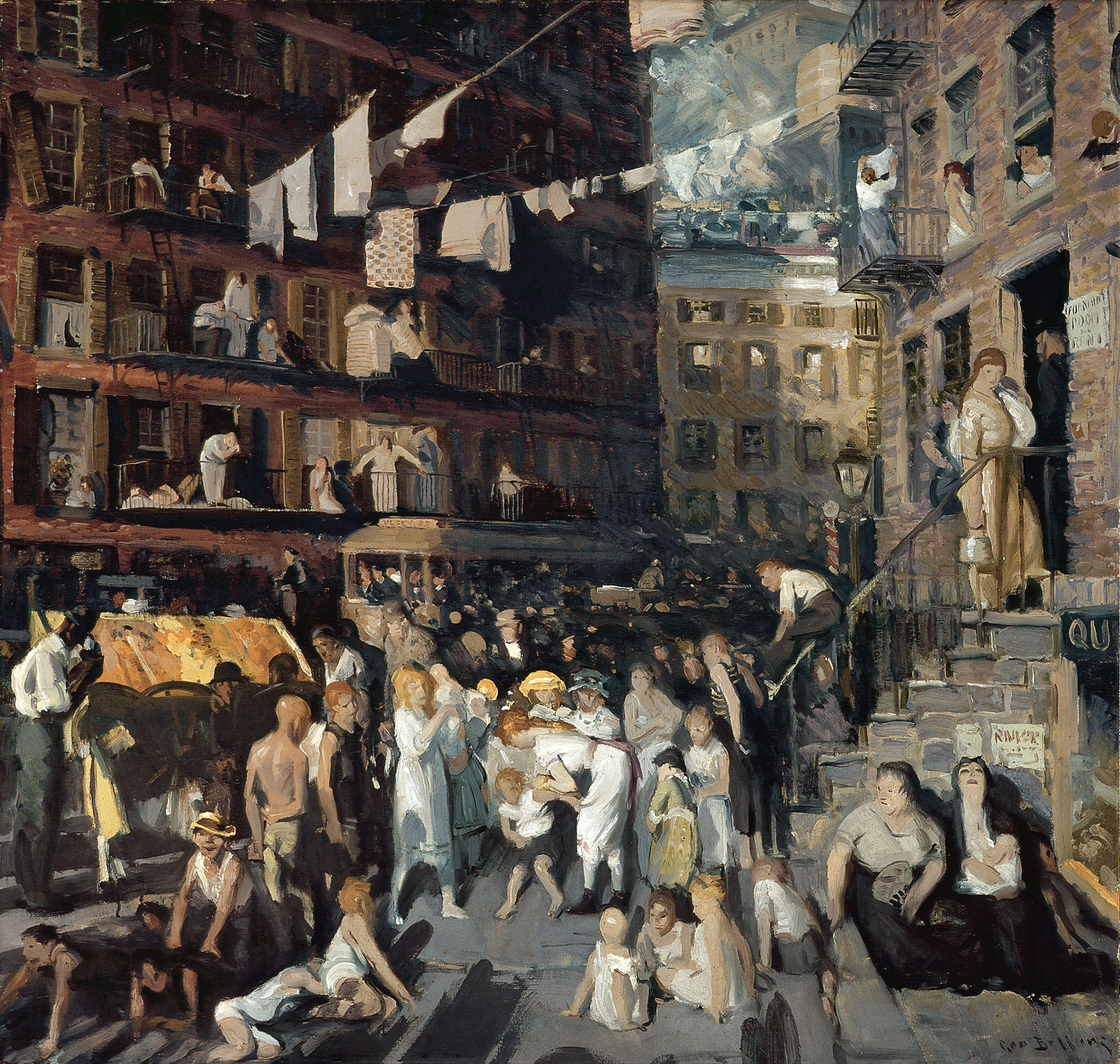
Cliff Dwellers (1913), Los Angeles County Museum of Art
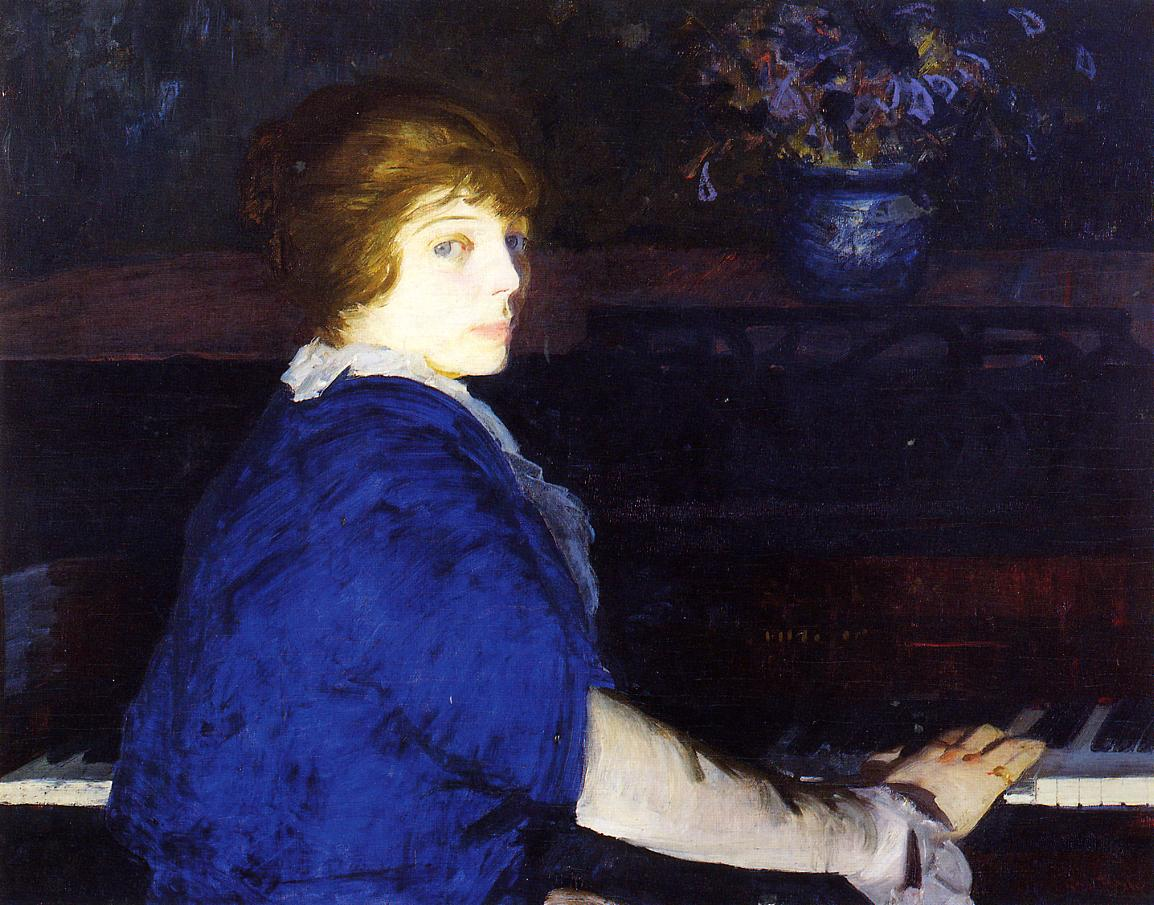
Emma al pianoforte, (1914)
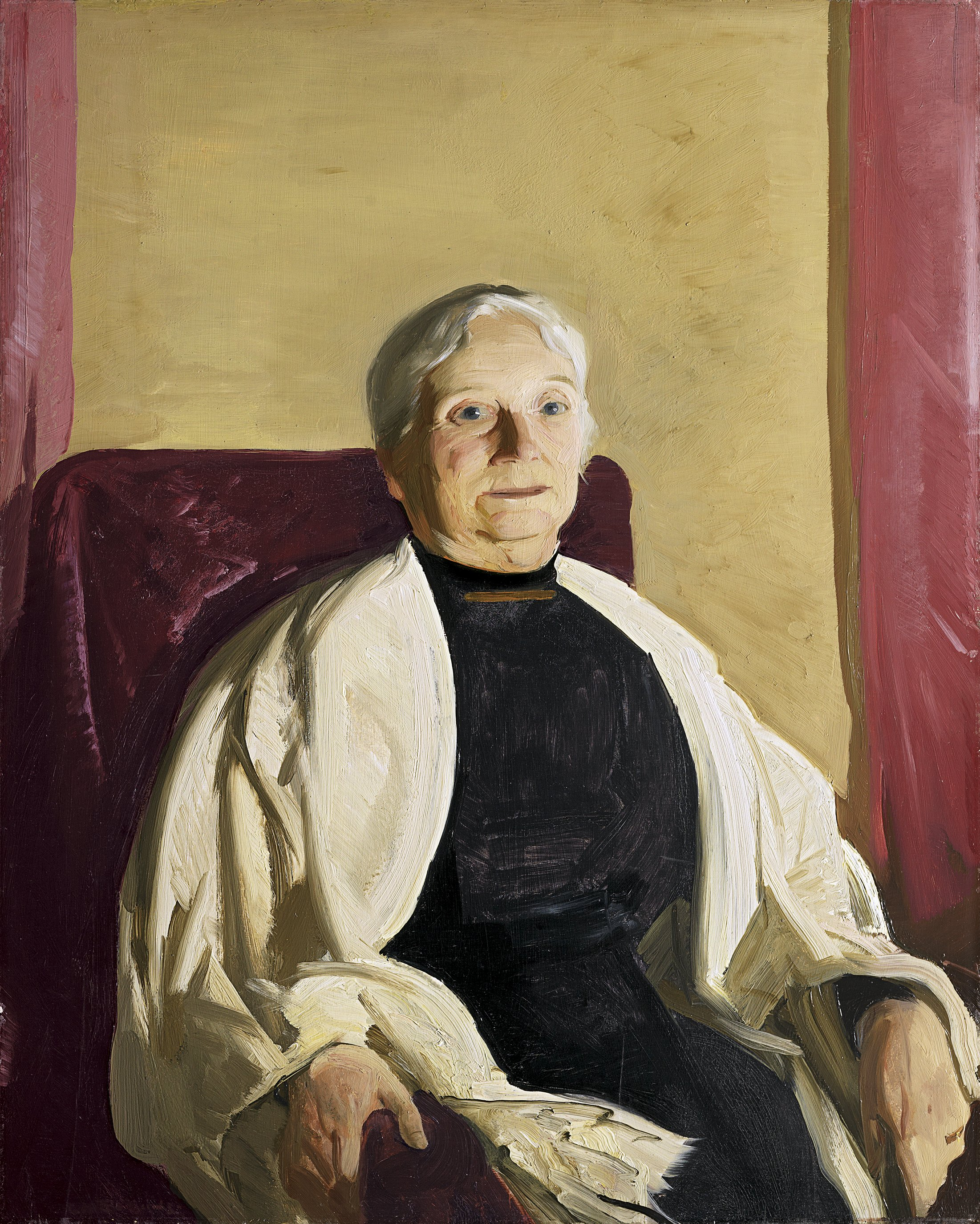
Una nonna (1914) Museo Thyssen-Bornemisza
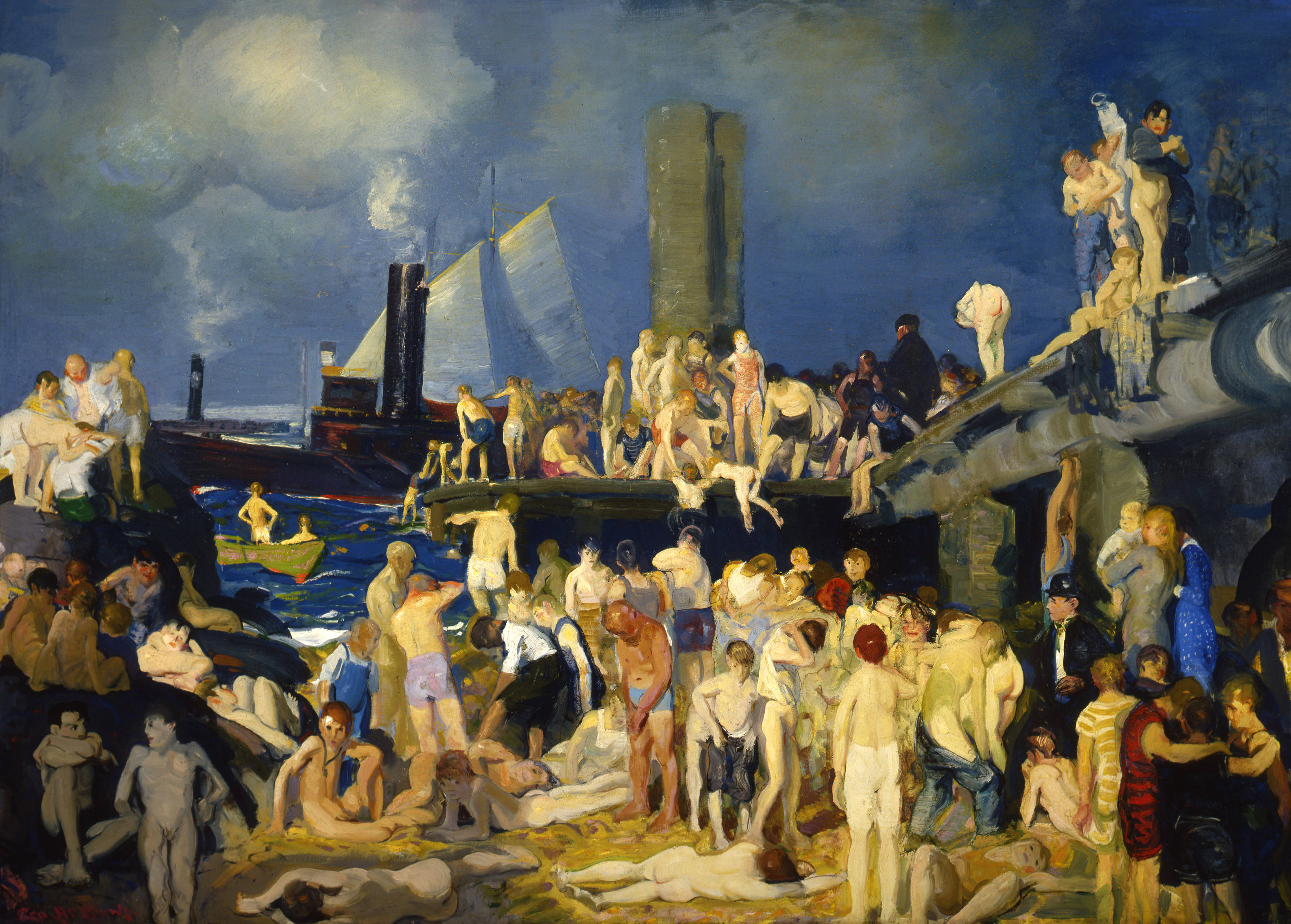
River Front 1, 1915
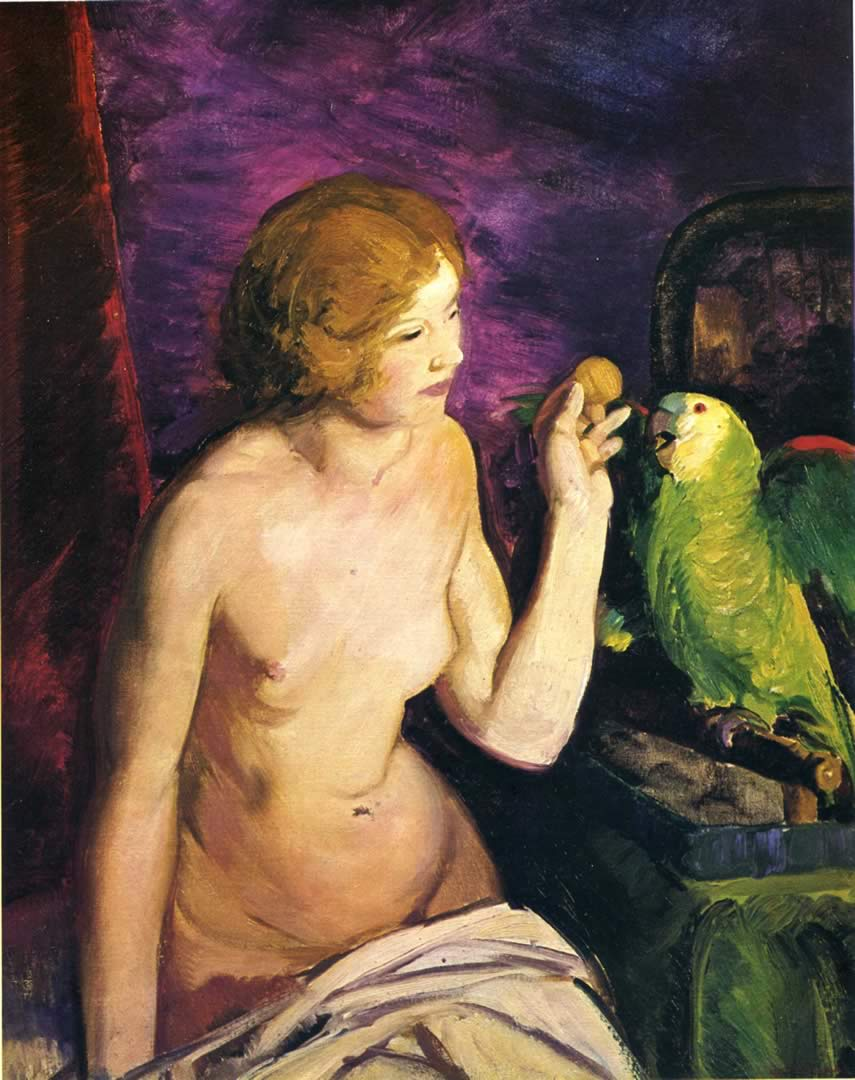
Nudo con pappagallo (1915)
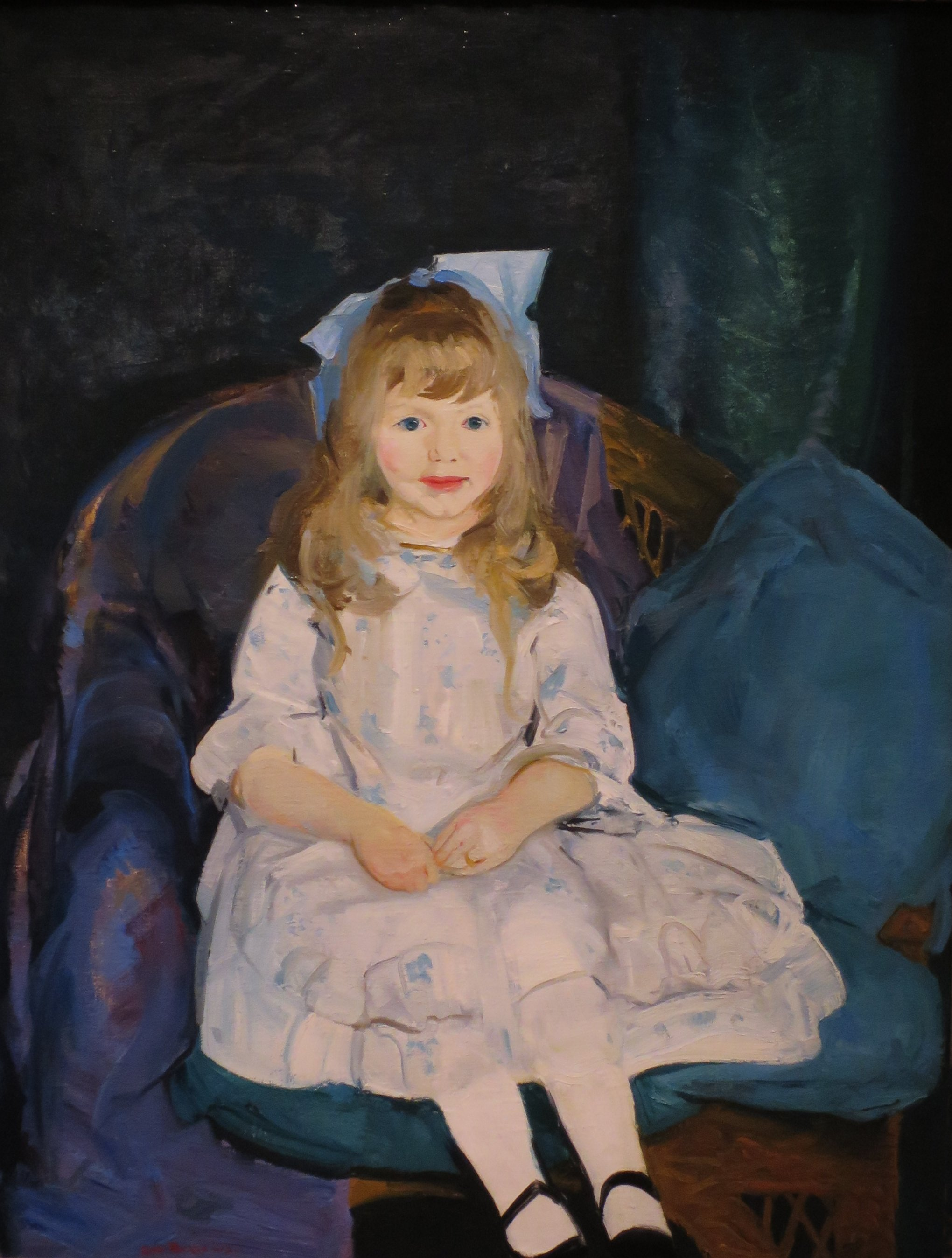
Ritratto della figlia Anne (1915)
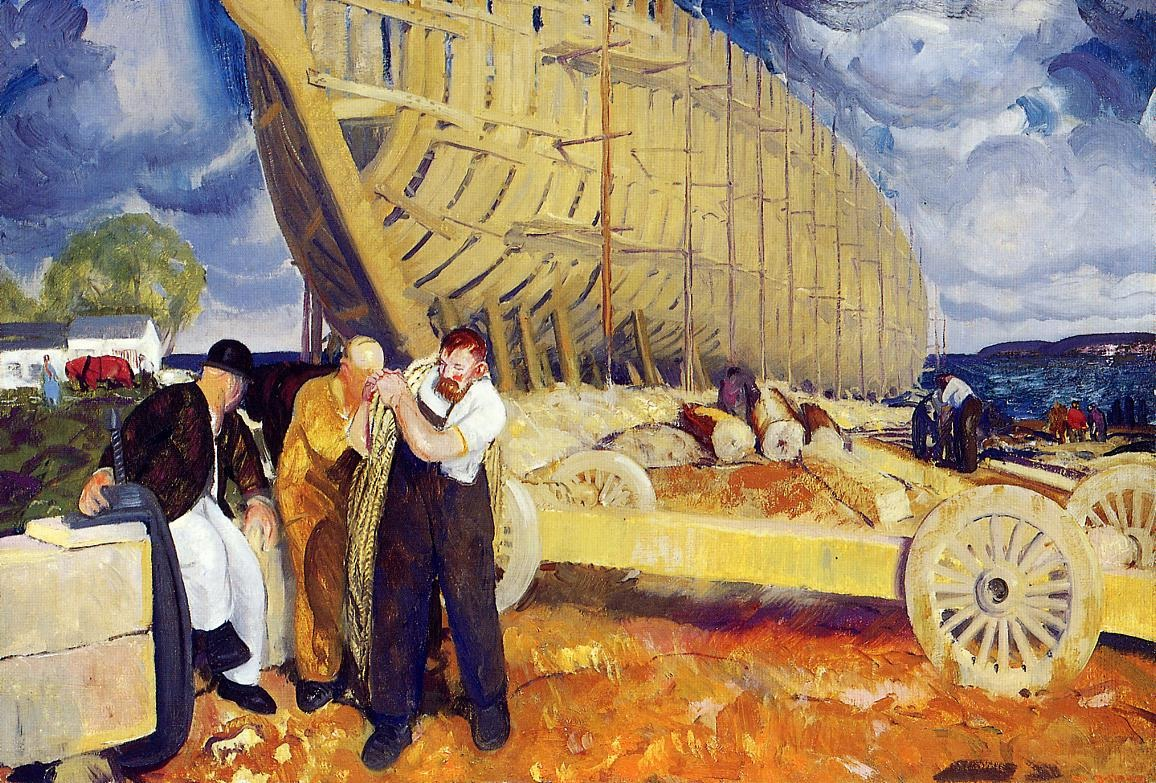
Maestri d'ascia (1916)
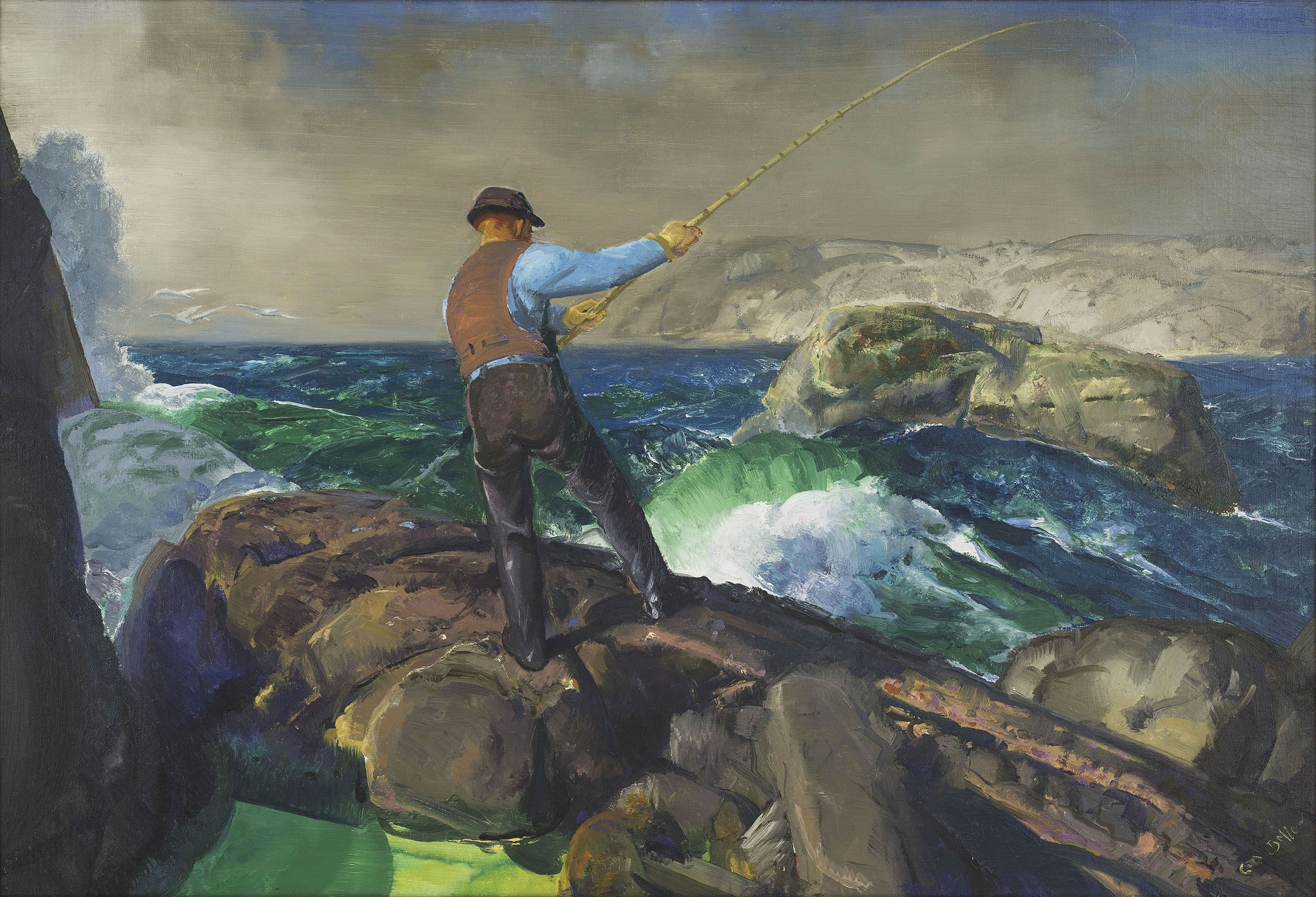
Il pescatore (1917), Amon Carter Museum of American Art
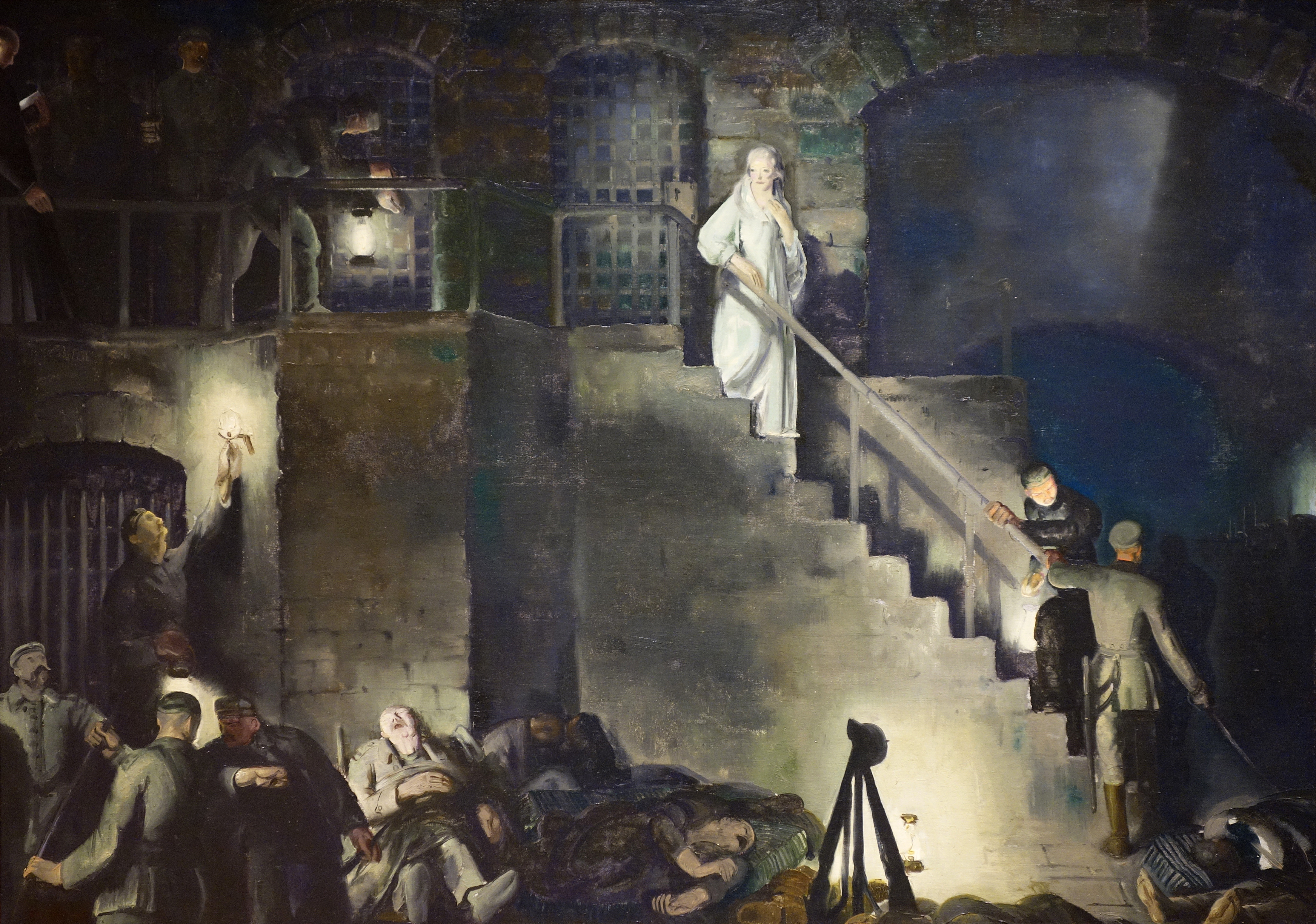
Edith Cavell (1918)
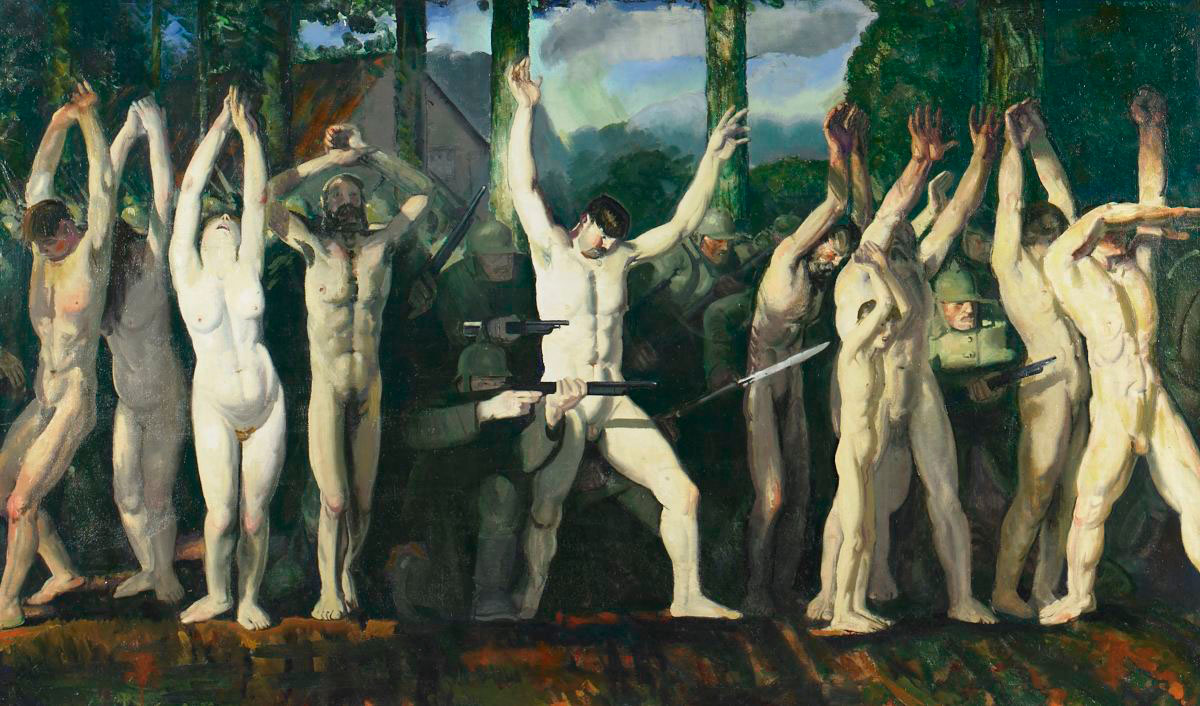
La barricata (1918)
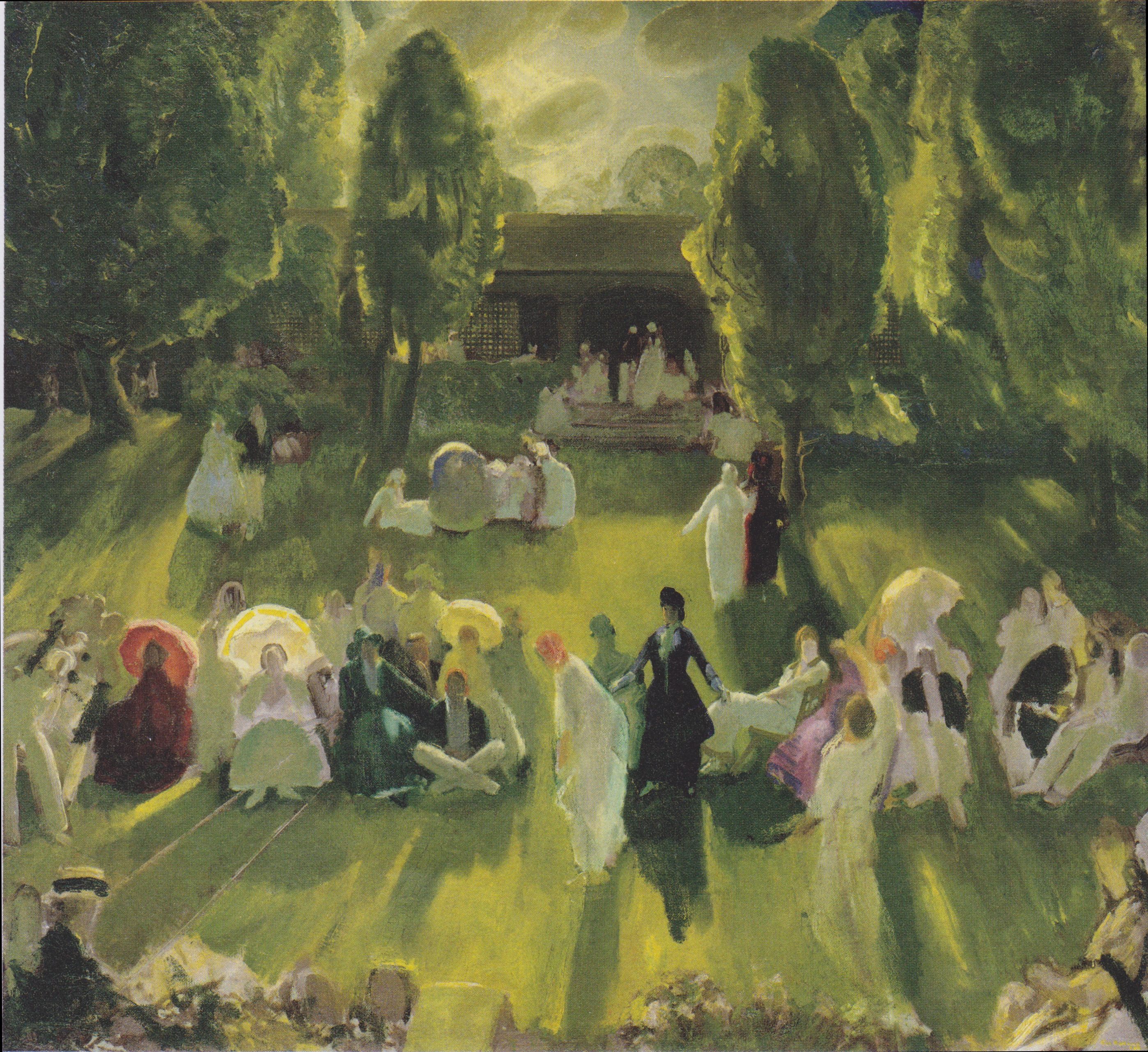
Tennis a Newport (1919)
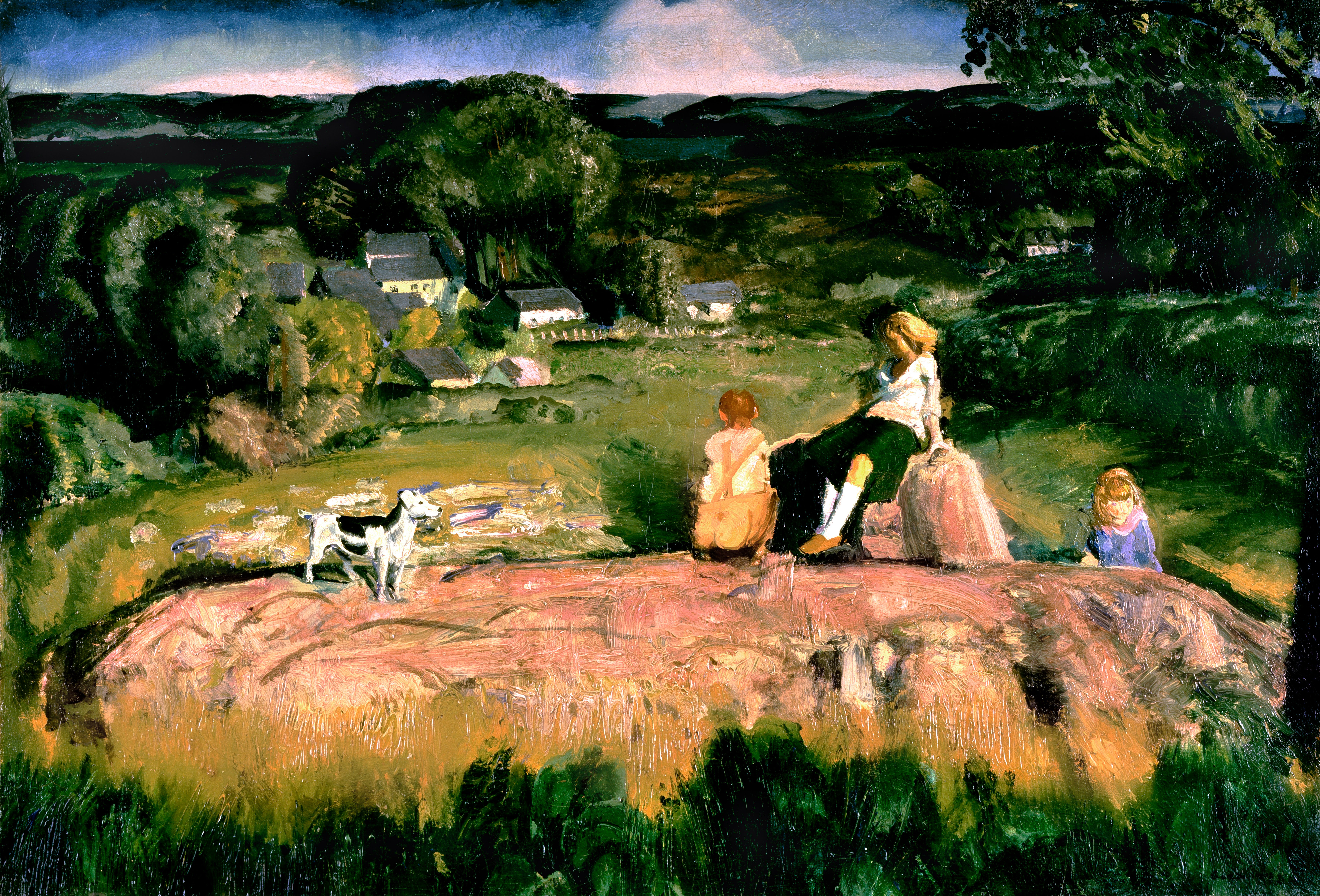
Tre bambini (1919) White House Art Collection
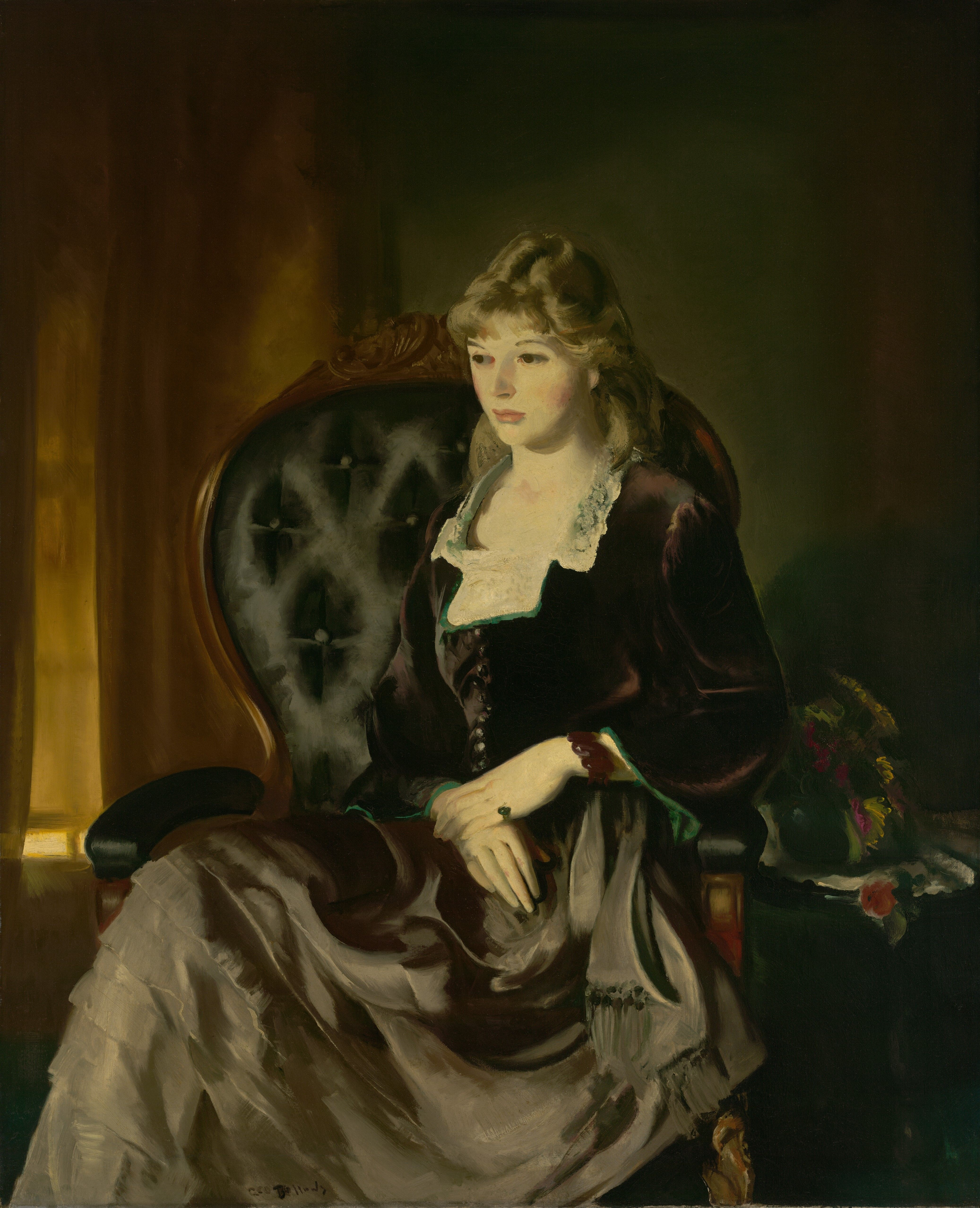
Katherine Rosen (1921)
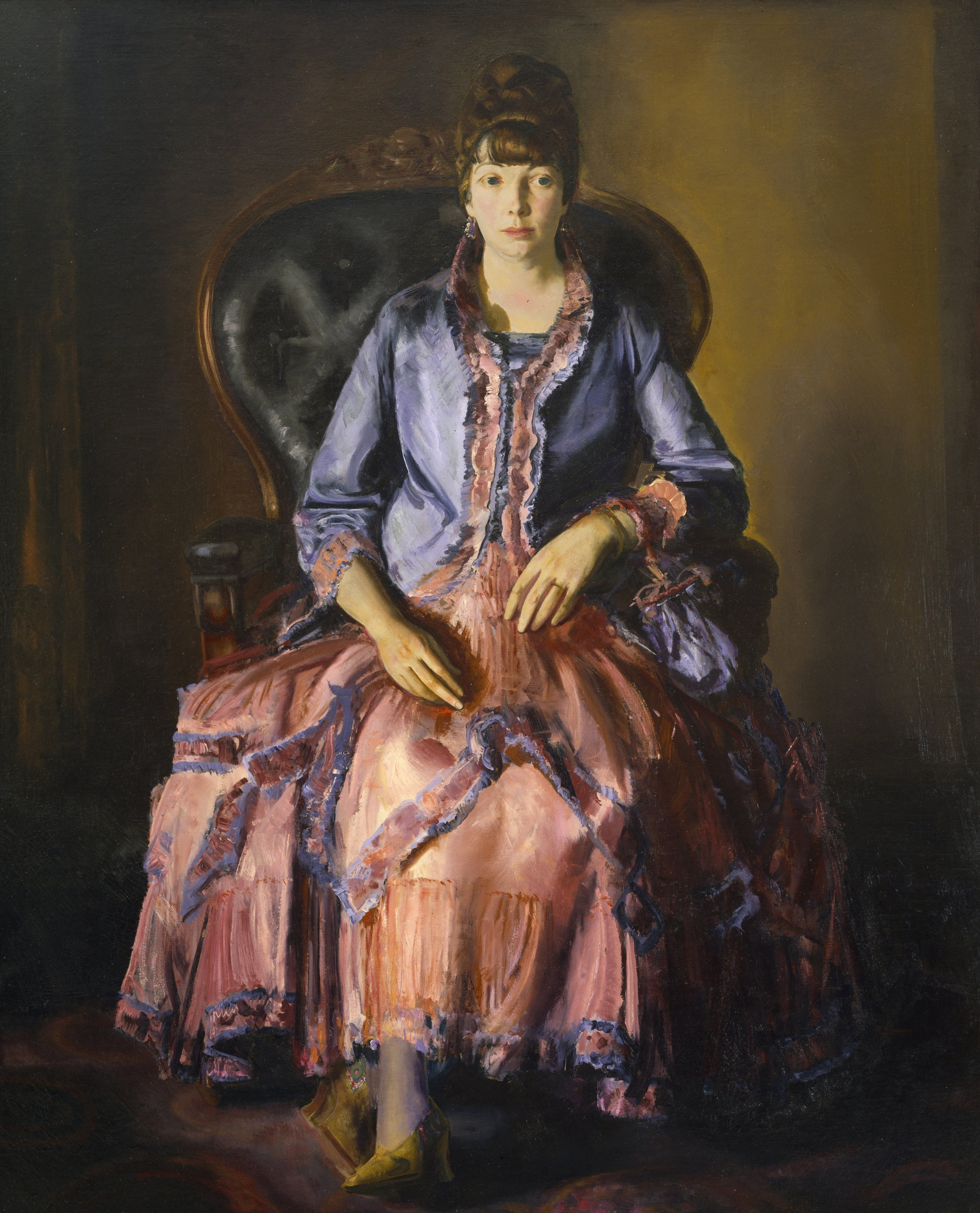
Emma vestita di viola (1920–1923) Dallas Museum of Art
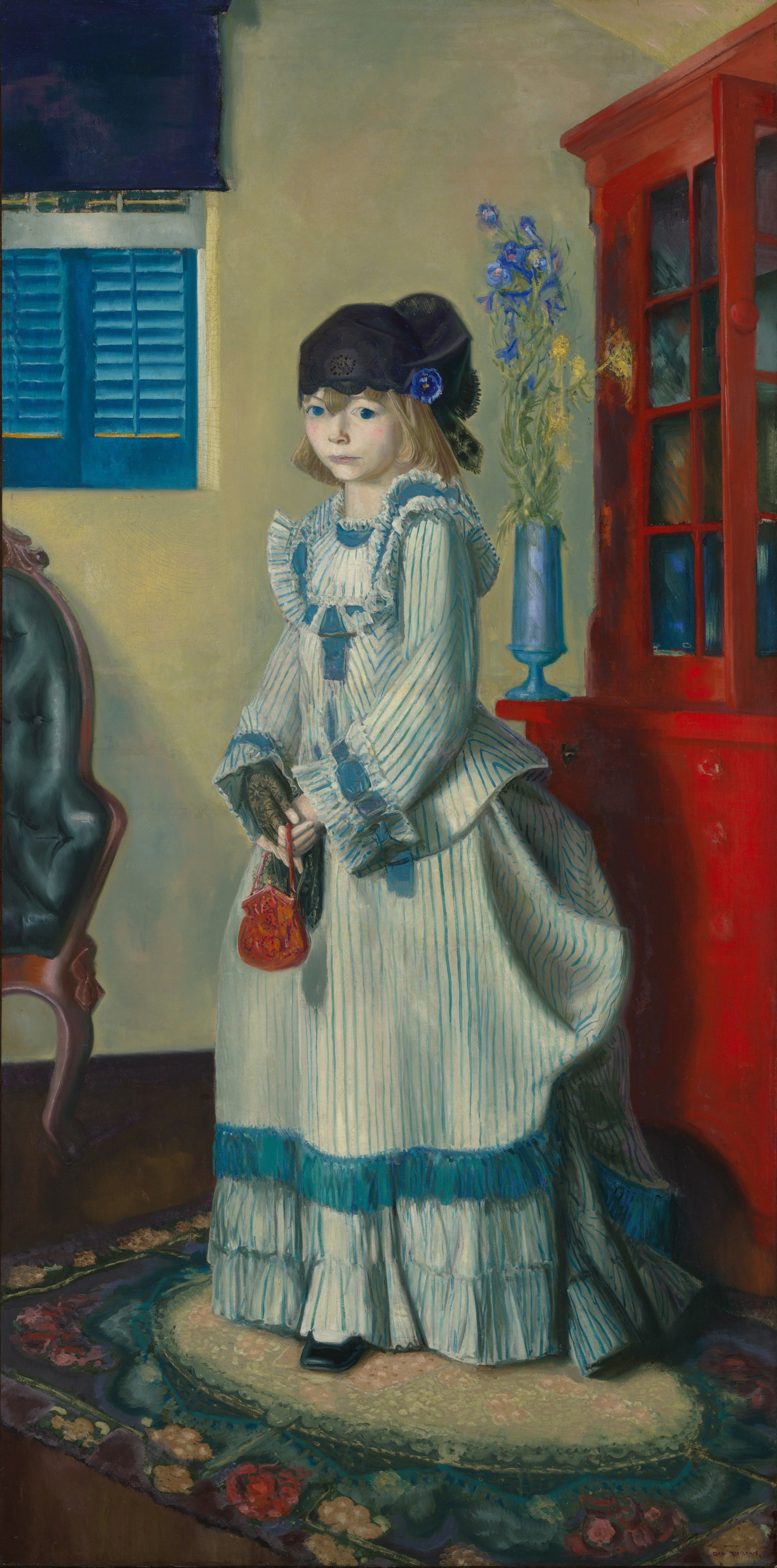
Ritratto della figlia Jean (1924) Yale University Art Gallery
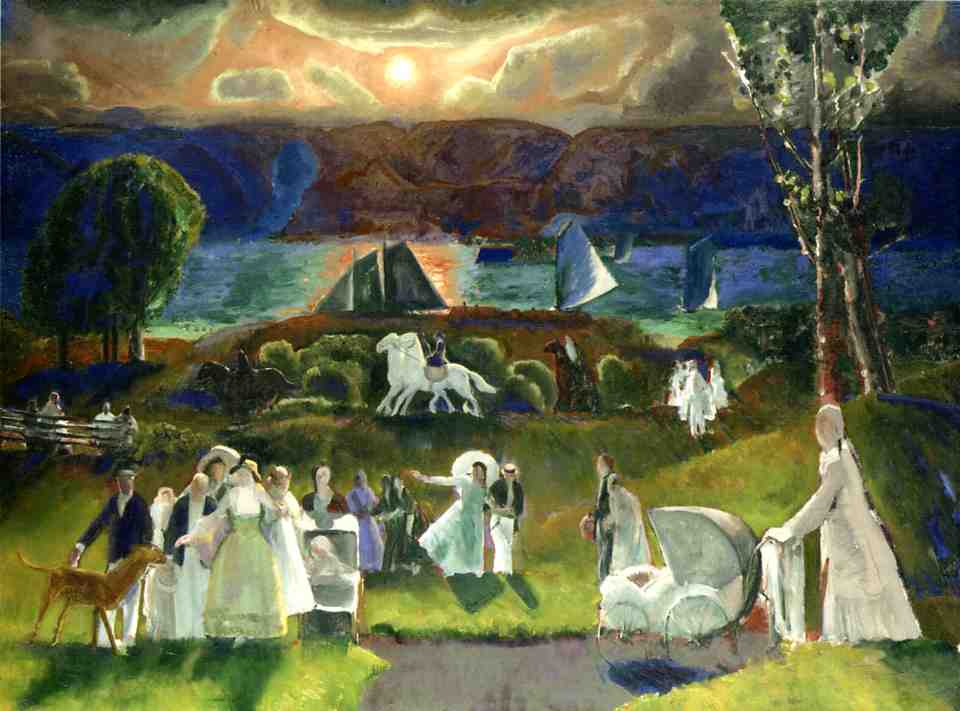
Fantasia estiva (1924)
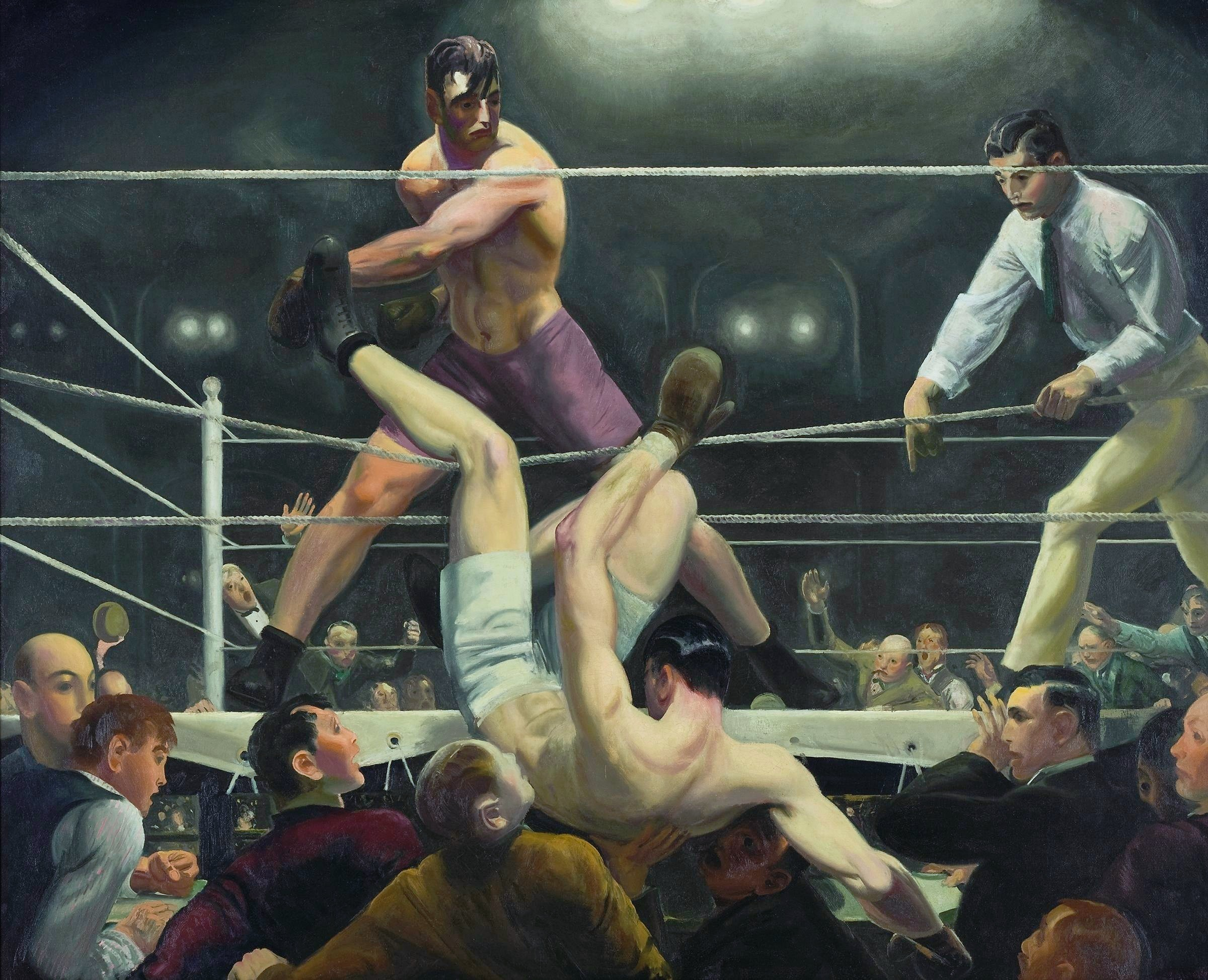
Dempsey e Firpo (1924), Whitney Museum of American Art